# Mussjön (Lockne socken, Jämtland)
Mussjön är en sjö i Östersunds kommun i Jämtland och ingår i Ljungans huvudavrinningsområde. Sjön har en area på 0,106 kvadratkilometer och ligger 397,5 meter över havet.

## Delavrinningsområde
Mussjön ingår i det delavrinningsområde (699146-144319) som SMHI kallar för Ovan None. Medelhöjden är 420 meter över havet och ytan är 7,02 kvadratkilometer. Det finns inga avrinningsområden uppströms utan avrinningsområdet är högsta punkten. Vattendraget som avvattnar avrinningsområdet har biflödesordning 4, vilket innebär att vattnet flödar genom totalt 4 vattendrag innan det når havet efter 244 kilometer. Avrinningsområdet består mestadels av skog (59 procent) och sankmarker (30 procent). Avrinningsområdet har 0,1 kvadratkilometer vattenytor vilket ger det en sjöprocent på 1,5 procent.